# 春日市立春日東小学校
春日市立春日東小学校（かすがしりつ かすがひがししょうがっこう）は、福岡県春日市若葉台東一丁目にある公立小学校。

## 沿革
- 1951年（昭和26年）-春日村立春日東小学校として開校
- 1953年（昭和28年）-春日町立春日東小学校に改称
- 1961年（昭和36年）-春日原小学校分離開校
- 1972年（昭和47年）-春日市立春日東小学校に改称
- 1975年（昭和50年）-春日南小学校分離開校
- 1979年（昭和54年）-大谷小学校分離開校
- 2009年（平成21年）-2学期制開始

## 交通
- JR鹿児島本線春日駅から徒歩13分
- 西鉄バス光町三丁目バス停から徒歩2分

## 周辺
- 春日市立春日東中学校
- 航空自衛隊春日基地
- 陸上自衛隊春日駐屯地
- 福岡県営春日公園